# 希臘法拉沛咖啡

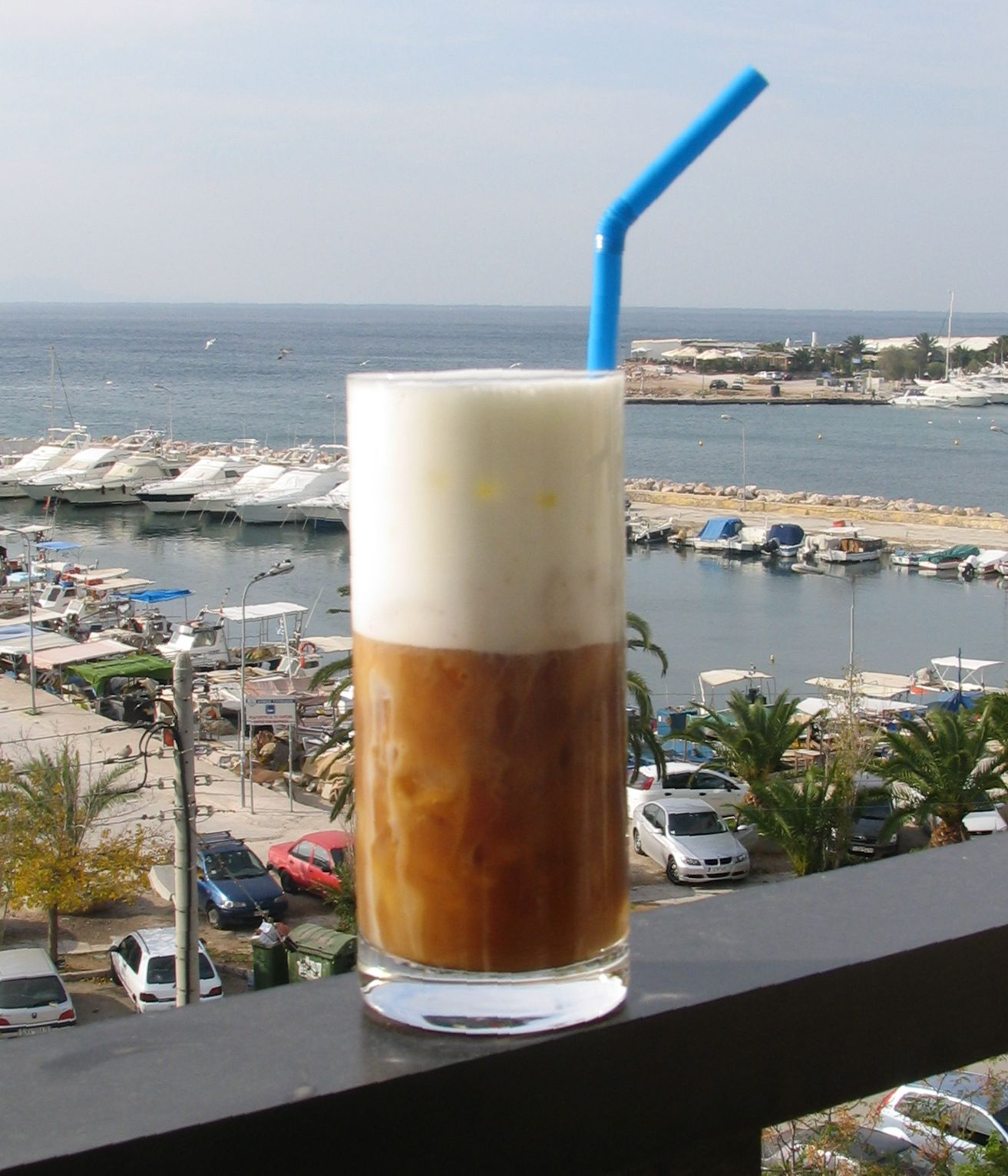
法拉沛咖啡

希腊法拉沛咖啡（Frappé coffee）是一种希臘冰咖啡飲料，通常由即溶咖啡（基本上是雀巢咖啡）、水、糖和牛奶制成。咖啡的上面覆盖着奶泡，有时还会加入冰块，适合在夏季饮用。